# انلوسیموس بیگ‌لبوفسکی
اَنِلوسیموس بیگ‌لبوفسکی (نام علمی: Anelosimus biglebowski) نام یک گونه از تیره عنکبوت‌های پاشانه‌ای است. این گونه به افتخار فیلم لبوفسکی بزرگ برادران کوئن چنین نام‌گذاری شده است.